# Congregación para las indulgencias y reliquias sagradas
La Congregación para las indulgencias y las sagradas reliquias (en latín: Congregatio indulgentiarum et sacrarum reliquiarum) fue un organismo de la Curia Romana, creado en 1669 y suprimido en 1904.

## Historia
El papa Clemente IX estableció la Congregación de Indulgencias y Reliquias Sagradas en su carta apostólica In ipsis pontificatus nostra primordiis el 6 de julio de 1669, dando forma permanente a una comisión de cardenales creada el 4 de agosto de 1667. Inicialmente la Congregación tenía un carácter puramente disciplinario supervisando la aplicación y observancia del decreto del Concilio de Trento De indulgentiis emitido el 3 y 4 de diciembre de 1563 y limitando los abusos introducidos en la distribución de indulgencias por el Secretariado de los Breves.
La Congregación también gestionaba la autentificación de las reliquias, sobre todo cuando los litigios se abordaban en procesos judiciales. La Congregación contaba con su propio personal de teólogos y arqueólogos, en su mayoría jesuitas o capuchinos, para ayudar a resolver cuestiones complejas.
A principios del siglo XVIII, la Congregación comenzó a distribuir indulgencias por sí misma, un privilegio que fue reconocido por el Papa Benedicto XIV en 1742. Entre la Congregación y la Secretaría de los Breves surgieron conflictos de jurisdicción e intereses rivales hasta que el Papa Pío IX, con su motu proprio Fidelis domus Domini del 2 de enero de 1855, privó a la Congregación de los derechos que le había concedido Benedicto XIV. Las instrucciones de Pío IX fueron reiteradas con mayor fuerza por el Papa León XIII en el motu proprio Christianae reipublicae del 31 de octubre de 1897.
El 28 de enero de 1904, con el motu proprio Quae in Ecclesiae, el Papa Pío X unió la Congregación con la Sagrada Congregación de Ritos, y ese mismo día nombró al cardenal Luigi Tripepi, que era prefecto de la Congregación de Indulgencias y Reliquias Sagradas desde el 7 de enero de 1903, también proprefecto de la Congregación de Ritos.
El 29 de junio de 1908, con la constitución apostólica Sapienti consilio, Pío X suprimió la Congregación y transfirió sus responsabilidades en materia de indulgencias al Santo Oficio. Finalmente, el 25 de marzo de 1917, el Papa Benedicto XV, con el motu proprio Alloquentes proxime, asignó esas responsabilidades a la Penitenciaría Apostólica.